# Rudolfova vojarna
Pješačka vojarna "Kraljevića Rudolfa" ili poznatija kao Rudolfova vojarna, naziv je za povijesni kompleks zgrada u zapadnom dijelu Zagreba (Črnomerec). Prema izvornom projektu na toj je lokaciji bilo izgrađeno 13 zgrada različite namjene prema nacrtima dvaju bečkih arhitekata. Rudolfova vojarna zaštićena je kao spomenik kulture. Od nje su nakon rušenja dijela kompleksa krajem 1970-ih godina ostale tek četiri zgrade. U njima su danas smještene Ministarstvo prostornoga uređenja, graditeljstva i državne imovine, gradske službe, te Institut za hrvatski jezik i jezikoslovlje.
Gradnja Rudolfove vojarne započela je 1888. godine.
Prostor (park) koji se nalazi na mjestu vojarni (iza današnjih preostalih zgrada) zove se Trg dr. Franje Tuđmana.

## Vanjske poveznice
- Arhivirana inačica izvorne stranice od 12. prosinca 2007. (Wayback Machine)
- [neaktivna poveznica]